# Tomás Ocaña
Tomás Ocaña Urwitz (Madrid, 20 de enero de 1984)  es un periodista de investigación español galardonado por sus reportajes con un Peabody Award, un premio de la Asociación de Periodistas de Investigación de EE. UU. (IRE) y tres premios Emmy en distintas categorías, entre otros. Ejerció durante casi cinco años como reportero y productor de Univision Investiga, departamento que dirige el premio Pulitzer Gerardo Reyes Copello, desvelando casos de corrupción, narcotráfico, explotación laboral, fraude, tráfico de armas o destrucción del medio ambiente recorriendo una decena de países. También ha sido partícipe de alguno de los hitos del periodismo de investigación global como Los papeles de Panamá o Swiss Leaks. Fue designado representante de la Marca España en la categoría 'Literatura y comunicación' dentro de la campaña Hechos de talento. Desde 2017 es fundador y director de la productora española The Facto Productions. En octubre del mismo año fue nombrado vicepresidente de la Asociación de Periodistas de Investigación de España (API).

## Trayectoria
Licenciado en Derecho y en Periodismo por la Universidad Carlos III de Madrid, inició su carrera en CNN+/Cuatro, para después convertirse en el editor de El telediario de Intereconomía. En enero de 2012 Ocaña llega Univison, donde trabajará para el departamento de Documentales. Su primera producción fue el documental codirigido con Mariana Atencio 'PRESSionados', sobre la libertad de prensa en América Latina, proyecto que consiguió en 2014 el premio Gracie, otorgado por la Alliance for Women in Media.
Tras un breve paso por este departamento, comenzó a ejercer como reportero y productor en Univision Investiga, el recién creado departamento de Investigación de la cadena liderado por el periodista colombiano Gerardo Reyes Copello. Entre 2012 y 2016, Ocaña ha realizado reportajes de investigación en España, Estados Unidos, México, Brasil, Argentina, República Dominicana, Perú, Colombia, Panamá y Alemania. 
Entre los trabajos más notables de Univision Investiga destaca la labor periodística sobre cómo forjó su imperio el narcotraficante mexicano Joaquín 'El Chapo' Guzmán. Cuatro meses antes de la captura de Guzmán en 2014 (habría una nueva captura en 2016 tras la fuga del reo en 2015), Univision emitió el reportaje especial El Chapo Guzmán, el eterno fugitivo, lo que valió al equipo el reconocimiento internacional por ser los primeros en acercarse en profundidad a la figura del señalado como narcotraficante más poderoso del mundo. El trabajo fue premiado con el Emmy a la mejor investigación periodística en español en 2014. Asimismo, Ocaña fue seleccionado como finalista de los Livingston Awards que reconocen el trabajo de los periodistas menores de 35 años.
Otro de sus reportajes, el especial Rápido y Furioso, armando al enemigo, fue reconocido con el Peabody Awards; con el primer premio del IRE (la Asociación de Reporteros y Editores de Investigación, por sus siglas en inglés) y el segundo puesto en el National Headliner. Este especial descubrió el paradero de decenas de armas de la operación que lideraba la Agencia de Alcohol, Tabaco, Armas de Fuego y Explosivos (ATF). El Congreso de Estados Unidos requirió a Univision Investiga los datos del reportaje para su utilización en la investigación interna de la cámara.
En Los Nuevos Narcotesoros, Univison Investiga exploró las actividades criminales emprendidas por los cárteles del narcotráfico para diversificar sus fuentes de ingresos, entre ellas, el contrabando de inmigrantes indocumentados, la prostitución forzada, el rapto, la extorsión, el robo de combustible y la minería ilícita de minerales como el oro y el hierro, que se destapó como el negocio más rentable de todos. Gracias a este trabajo, por segundo año consecutivo, Univision Investiga obtuvo el premio Emmy a la mejor investigación periodística en español. La versión multimedia obtuvo el premio Ortega y Gasset de Periodismo.
Ocaña y el equipo de Univision Investiga lograron ese mismo año una segunda estatuilla en la 36º edición de los Premios Emmy como parte del equipo de Univision Noticias que cubrió el asesinato de 43 estudiantes mexicanos en Iguala en la categoría 'Cobertura sobresaliente de una noticia de último minuto en español'. 
En 2016, el reportaje Un cuento chino obtuvo el Premio Nacional de Periodismo de México, por destapar los entresijos político-empresariales de la mayor incautación de efectivo de la historia mundial: 205 millones de dólares. El trabajo fue realizado conjuntamente por Univision Investiga y el Investigative Reporting Program de la Universidad de Berkeley. Esta investigación fue nominada en la 37.ª edición de los Premios Emmy, una gala en la que Ocaña contó con otras dos nominaciones.
En 2017 vuelve a establecerse en España. Funda y dirige la productora The Facto Productions y es nombrado vicepresidente de la Asociación de Periodistas de Investigación de España (API).

## Premios
- Peabody Award (2013), por 'Rápido y Furioso, Armando al Enemigo'.[11]
- Premio IRE Investigative Reporters & Editors (2013), por 'Rápido y Furioso, Armando al Enemigo'.[12]
- Premio Emmy a la Mejor Investigación Periodística en Español (2014), por 'El Chapo, El Eterno Fugitivo'.[13]
- Finalista The Livingston Awards for Young Journalist (2014)[14]
- Miembro del equipo ganador del Premio Gracie al Mejor Documental (2014), por 'PRESSionados'.[15]
- Premio Emmy a la Mejor Investigación Periodística en Español (2015), por 'Los Nuevos Narcotesoros'.[16]
- Premio Emmy a la Mejor Cobertura de Última Hora en Español (2015), por 'La Masacre de Iguala'.[16]
- Miembro del equipo ganador del Premio Ortega y Gasset en categoría digital (2015), por 'Los Nuevos Narcotesoros'.[17]
- Premio Nacional de Periodismo de México en la categoría Reportaje de Investigación en Televisión (2016), por 'Un Cuento Chino'.[18]